# 長沼昭夫
長沼 昭夫（ながぬま あきお、1947年10月11日 - ）は、日本の実業家。きのとや創業者・代表取締役会長、北海道菓子協会理事長、スイーツ王国さっぽろ推進協議会会長。

## 人物・経歴
北海道生まれ。北海道札幌西高等学校、1972年に北海道大学水産学部卒業。
1972年に大学を卒業し北大OBの経営する「新冠ユートピア牧場」に就職、父の夢を継ぎ新冠町で農業に従事、アメリカでの大規模農業を視察するもオイルショックにより経営が悪化、上手くいかずに撤退する。1975年のユートピア牧場退社後は札幌ばんけい観光に入社し赤字の居酒屋で仕入れ担当を務めビール飲み放題と焼きホタテ食べ放題の企画をヒットさせ黒字転換を実現させる。
1976年北海道ダイエー入社。1981年に退社後、義父の要望で札幌市白石区でケーキ屋兼喫茶店を開業。品質重視の商品作りや宅配サービスなどの独自のアイデアで経営を軌道に載せる。1983年きのとやを創業。1985年きのとや代表取締役社長。2003年札幌洋菓子協会会長。2005年スイーツ王国さっぽろ推進協議会会長。2010年北海道洋菓子協会会長。2011年日本洋菓子協会連合会常務理事。
2015年きのとや代表取締役会長。北海道菓子協会理事長、札幌商工会議所常議員 なども務めた。
2006年に母校北大と提携し、同大学認定ミルククッキー「札幌農学校」を開発・発売。ヒット商品となり、内外の菓子コンクールでも数多く受賞。同商品の売上から毎年約1000万円を母校に寄付している。さらに2017年には給付型奨学金「きのとや奨学金」を設立。名和豊春北海道大学総長から感謝状を授与された。
長男はBAKE創業者の長沼真太郎。

## テレビ出演
- 日経スペシャル カンブリア宮殿 札幌で絶大人気スイーツ店の秘密！ 危機から生まれた幸せ企業戦略（2014年7月17日、テレビ東京）[9]

## 著書
- 『[きのとや]の挑戦 長沼昭夫の菓子づくり人生』（2022年7月25日、亜璃西社）ISBN 9784906740529